# CCTV-1
CCTV-1 és el primer canal de la CCTV. El canal va començar a emetre el 2 de setembre de 1958. Emet per a tota Xina i ofereix tota mena de programes. Està disponible a la televisió analógica i a la televisió per cable.

## Programació
Aquests programes porten bastants anys d'emissió a CCTV-1:
- 12:00 PM: 新闻30分, "Les notícies en 30 minuts". Informatiu diari.
- 12:38 PM: 今日说法, "Reportatge Legal". Reportatges sobre la política i el govern xinès.
- 5:27 PM: 大风车, El gran molí de vent. Programa infantil, emet dibuixos animats.
- 6:13 PM: 东方时空, Temps per l'est.
- 7:00 PM: 新闻联播, Xinwen Lianbo, notícies sobre el govern.
- 7:30 PM: 天气预报, El temps.
- 7:37 PM: 焦点访谈, Focus. Mostra àrees "fosques" de la Xina.
- 7:55 PM: Sèries xineses.